# Phalotris multipunctatus
Phalotris multipunctatus — вид отруйних змій родини полозових (Colubridae). Мешкає в Південній Америці.

## Поширення і екологія
Phalotris multipunctatus відомі за кількома зразками, зібраними в бразильських штатах Сан-Паулу і Мату-Гросу, а також в Парагваї. Вони живуть у вологих саванах серрадо.

## Збереження
МСОП класифікує цей вид як такий, що перебуває під загрозою зникнення. Phalotris multipunctatus загрожує знищення природного середовища.